# Roberto Cueva del Río
Roberto Cueva del Río (Puebla; 28 de abril de 1908 - Ciudad de México; 24 de junio de 1988) fue un muralista mexicano con obra en territorio nacional e internacional.

## Biografía
Nació en la ciudad de Puebla, Puebla con el nombre de Rodolfo Roberto De La Cueva Del Río, el 28 de abril de 1908. A los seis años de edad radicó con su familia a la Ciudad de México donde hizo sus primeros estudios.
En 1923 trabajó con el maestro Ernesto García Cabral en el taller de dibujo del periódico "Excélsior".
En 1924-1928 Entra a la Escuela Nacional de Bellas Artes de la Universidad Nacional, antigua Academia de San Carlos.  Sus maestros Germán Gedovious, Sóstenes Ortega, Raziel Cabildo.  El Rector Alfonso Pruneda  le otorga una beca de $40 mensuales, con el fin de seguir fomentando sus estudios en ENBA. Con esta beca y la venta de sus dibujos le permitieron viajar como profesor de dibujo y pintura por algunos estados de la República Mexicana, enseñando en varias escuelas rurales, como misión cultural.
En 1926 pinta sus primeros murales en las Escuelas Primarias de la Secretaría de Educación.
En 1928 abre su primera exposición de dibujos y caricaturas en la Ciudad de México
En 1929 obtiene una beca de la Universidad y con ésta y el producto de sus dibujos viaja por varios estados de la República Mexicana.

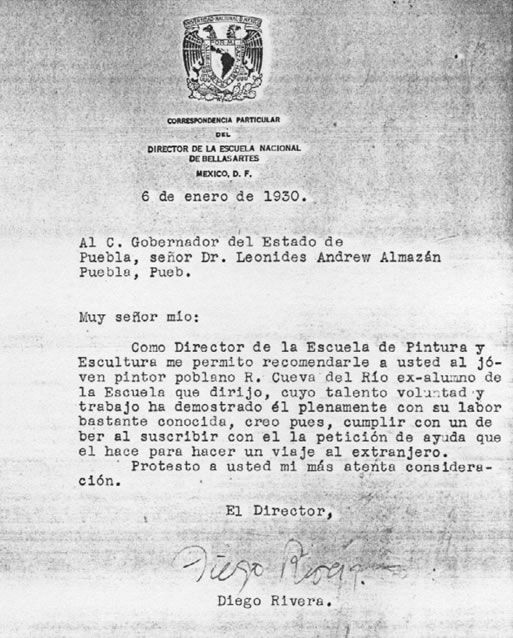
Diego Rivera recomendando al joven muralista.

En 1930 fue recomendado por el pintor Diego Rivera, director de la Escuela de Bellas Artes para realizar los murales de la Embajada de México en Washington D. C. El Gobernador de Puebla Leonidas Andrew Almazán apoya su talento y hacen las gestiones para tales efectos.  Howard S. Phillips, editor de la revista Mexican Life, envía una nota a Anita Brenner, en la que dice que el portador de la misma es un joven pintor muy talentoso, a quien le ha publicado frecuentemente su trabajo y que piensa que es una buena oportunidad para que Cueva del Río pueda obtener fama y fortuna en Estados Unidos como lo han hecho otros pintores.
En 1930 pinta los segundos murales en Cuernavaca Morelos, México, con temas de la provincia, en casa del Lic. Estrada.
En 1931 estando en Nueva York es invitado a exponer su obra en la Galería Delphic Studios, propiedad de Alma Reed. Su trabajo recibió muy buenos comentarios de la crítica norteamericana y puso su atención en él, Juan José Tablada. 

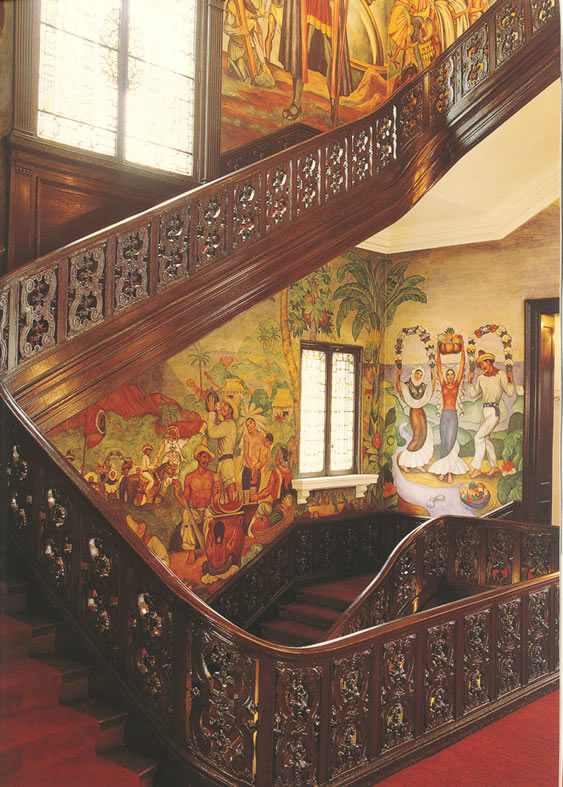
Washington.

En 1933, inicia la decoración de los frescos en la Embajada de México en Washington con los temas: La Fiesta de las Flores y Frutas en Tehuantepec también llamada Fiesta Tehuana, Los Volcanes, Los Tractores, las fábricas y las plantas hidroeléctricas del México moderno de esa época, Fraternidad Panamericana con imágenes de George Washington, Miguel Hidalgo, José Martí y Simón Bolívar, y la conquista, representada por Cortés y Colón. "Cueva del Río, un zurdo delgado y quebradizo, trabajaba sentado en una plataforma elevada de madera y siempre que pintaba llevaba puesta una levita azul y un pantalón obscuro con tachones de pintura. Con frecuencia vestía corbata mientras dibujaba en las paredes que se alzan como torres, del recibidor al techo más alto, elevándose 25 metros de altura. 
El artista, uno de los discípulos más brillantes de Diego Rivera, convenció a varios empleados de la Embajada de que le sirvieran como modelos. El Embajador en Washington era Francisco Castillo Nájera, un hombre que solía pasar tardes enteras jugando al ajedrez en la sala donde reposa como un gigante pájaro dorado el órgano ribeteado con hojas en oro. Castillo Nájera tenía un pasado casi tan mítico como la mansión que habitaba: participó en las filas revolucionarias y después fue médico, poeta, diplomático, político y autor de corridos mexicanos. Condujo la relación bilateral en el periodo álgido del gobierno de Lázaro Cárdenas y sus negociaciones permitieron un reconocimiento tácito de Estados Unidos a la nacionalización petrolera". El mural creó expectativas en México. Así lo difundió el periódico El Nacional en una nota publicada en su primera sección, el 19 de junio de 1934, anunciando la visita del pintor a nuestro país. “Está entre nosotros, el notable pintor mexicano Roberto Cueva del Río” y con marcada exaltación señala que… “El fresco que realiza…en la Embajada será el más grande del mundo, ya que los muros que rodean la escalera central del edificio tienen una solución de continuidad pictórica e ideológica desde el arranque hasta el techo. Forma con Clemente Orozco, Diego Rivera y David Alfaro Siqueiros , el cuadrángulo de nuestros máximos artistas del pincel que se han impuesto en el extranjero”. En el mural está plasmado Carlos Fuentes en su juventud. 
“La revolución mexicana alcanzó su punto culminante en el gobierno del Presidente Lázaro Cárdenas. La reforma agraria devolvió tierras a los campesinos y afectó intereses americanos” refiere otro de los escritos de Fuentes. “En 1930 el Presidente Cárdenas nacionalizó el petróleo. Pero en vez de enviar barcos invasores a Veracruz, el Presidente Franklin Roosvelt decidió respetar la decisión soberana de México. Cárdenas y Roosvelt iniciaron una nueva etapa en la relación bilateral: cooperación en vez de confrontación, negociación en lugar de intervención”.
“Todo esto fue celebrado por los murales de Cueva del Río –continúan los escritos de Fuentes-. América Latina y América del Norte se dan la mano bajo la aprobación de Juárez, Lincoln y Bolivar; la nueva identidad de México como país moderno es celebrada con aviones, fábricas y tractores”. Texto por Carlos Fuentes.
En 1938 llegó a Michoacán donde el general Lázaro Cárdenas del Río rle hizo varios encargos. El primero de ellos fue la realización de pintura mural en su casa de campo la Quinta Eréndira de Pátzcuaro, obra recién remodelada por Alberto Le Duc Montaño. En el comedor realizó un mural alusivo a la historia de Michoacán con el título Historia y paisaje de Michoacán teniendo como figura central la figura de la indígena purépcha Eréndira. En la casa de Cárdenas en Jiquilpan realizó decoración con cenefas en el comedor y fabricó unos tibores decorados así como un biombo.En Pátzcuaro realizó dos frescos en el Mirador del Cerro Colorado, conocido localmente como el Estribo Chico, que refieren la tradicional danza de los pescados y el mercado. Realizó en 1938, también en Pátzcuaro, la decoración interior del  auditorio del Teatro Emperador Caltzontzin, obra de Alberto Le Duc; también, en planta alta realizó una pintura mural con el título Encuentro del Rey Tanganxoan II y el Conquistador Cristóbal de Olid en los alrededores de Pátzcuaro en 1522. En la isla de Yunuén en el lago de Pátzcuaro trabajó en la escuela primaria con dos frescos al exterior y pintura mural en el interior de uno de los dos salones que tiene la escuela.
En 1940 pinta el mural La Educación y la Revolución en la Escuela Primaria Francisco I. Madero en Jiquilpan, Michoacán, obra del arquitecto Alberto Le Duc. La pintura ocupa el vestíbulo de acceso con temas referidas a la revolución, la educación, la salud, la ciencia y el desarrollo agrícola.
En 1941 regresa a México y trabaja en la Galería de retratos de héroes michoacanos (ocho retratos a óleo de 2 × 2,5 m) para el Salón de Recepciones del Palacio de Gobierno de la ciudad de Morelia, Michoacán.
En 1942 es designado director de la Escuela Nacional de las Bellas Artes, dependiente de la Universidad Michoacana de San Nicolás de Hidalgo de la ciudad de Morelia.
En 1944 decora el salón del Congreso con un mural sobre el Congreso de Apatzingán.
En 1945 tiene comisiones de retratos particulares y hace portadas  para revistas entre ellas Revista de Revistas.
En 1951 retrato ecuestre del Gral. Juan Álvarez en el museo de San Diego, Acapulco Guerrero.
Alrededor de 1950 contribuye al recién establecido Museo de la Constitución en Apatzingán un lienzo referente a la Constitución de 1814.
En 1952 Mural sobre la Conquista de México en el Palacio de Gobierno de la ciudad de Chilpancingo, Guerrero.
En 1955 Murales en el patrimonio indígena del Valle del Mezquital.
En 1956 Museo del ex-convento de San Francisco.
En 1957 Historia de la Revolución en el Estado de Guerrero en el Palacio de Gobierno de Chilpancingo, Guerrero.
En 1960 centro escolar de Texpan, Guerrero, Mural de mosaico.
En 1961 Mural en mosaico: "La historia del transporte" en la antigua terminal de autobuses de la ciudad de Toluca, Estado de México.
En 1961 Mural en la Escuela Agropecuaria de Chilpancingo.
En 1962 Murales en la antesala del gobernador en el Ex-palacio de Gobierno.
En 1963 Cuadro de Morelos para la Cámara de Diputados en el Palacio de Cortés.
En 1964 dos murales con el tema de Plan de Ayala, la protesta del Gral. Álvarez en Cuernavaca para el Presidente de México, uno de los murales fue colocado por Manuel Suárez y Suárez en su hotel el Casino de la Selva El cual ahora se encuentra destrozado por la empresa americana Costco. Y el otro en el Salón de Cabildos del Ayuntamiento en la ciudad de Cuernavaca Morelos.
En 1966 Salón  de la Presidencia del Senado de la República, Mural de Hidalgo el libertador.
En 1967 Láminas sobre la historia de la conquista (para incluirlas en un libro de Historia de México)
En 1968 Cinco retratos de ilustres doctores para los hospitales psiquiátricos que dan alojamiento a los enfermos mentales del anterior Centro Psiquiátrico.
En el mismo año imparte cátedras de acuarelas, dibujo y composición en la Escuela de Arquitectura dependiente de la Universidad Autónoma de México y en la preparatoria de Coyoacán.
En 1973 Decora el palacio municipal de Acapulco Guerrero con seis murales sobre la historia de las costumbres del puerto de Acapulco.
En 1976 Mural en biombo de 5 × 2 m con el tema de la conquista de México, donde se expone el encuentro de dos culturas y el antecedente  histórico de la raza indígena mexicana y el resultado de esta fusión, hasta llegar a nuestros días.
En 1980 parte a Europa, donde realiza acuarelas de España, Francia, Italia, etc.
En 1985 realiza acuarelas, óleos, acrílicos, obras de caballete de los Estados de Morelos, Guerrero, México, Puebla, etc.
En 1988 realiza obra de caballete, lleva al cabo los trámites para la edición del libro sobre la historia de México.
Fallece en 1988, a la edad de 80 años, víctima de un accidente en su domicilio, aunque su salud ya estaba muy deteriorada. 
Tristemente algunos de sus murales se perdieron al ser demolidas las sedes, como los ubicados en los mercados Hidalgo y Morelos y en la terminal de autobuses de Toluca. Roberto Cueva del Río, Leopoldo Flores, Rafael Muñoz, Luis Aragón y Edmundo Calderón fueron unos de los muralistas que perdieron sus obras de este modo.
A lo largo de una vida enriquecida por el arte, se dedicó a realizar encargos tanto de murales como de obra de caballete, retratos  a presidentes de México, sus esposas. Gobernadores, empresarios y particulares, paisaje, héroes nacionales, caricaturas, temas costumbristas de nuestro país.
Desgraciadamente mucha de su obra no se ha podido encontrar, se está haciendo un gran esfuerzo para reunir lo más posible y ser presentada al mundo cultural.

## Galería

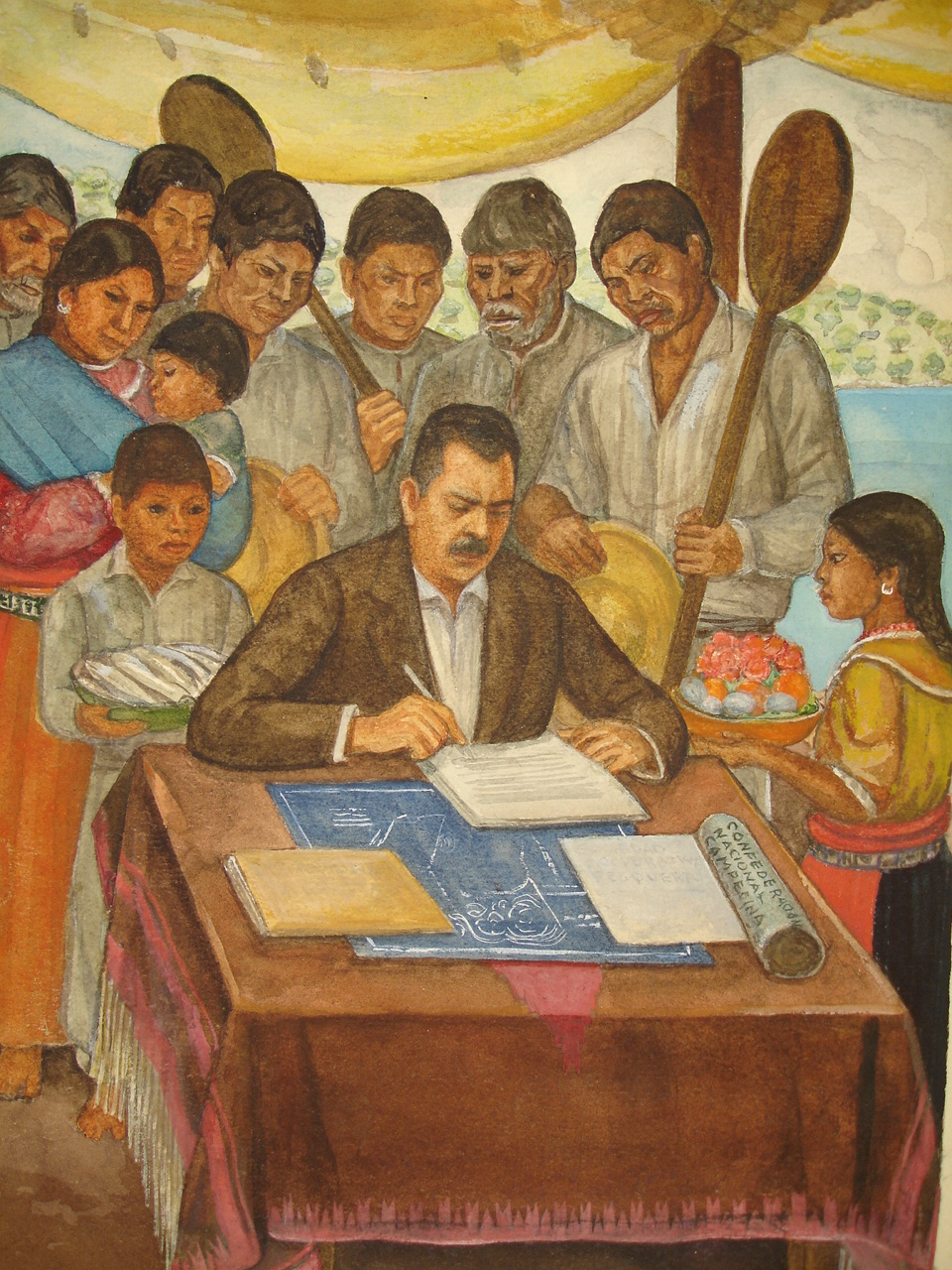
Casa Eréndira.
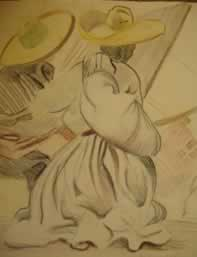
Inditos Coloreados.
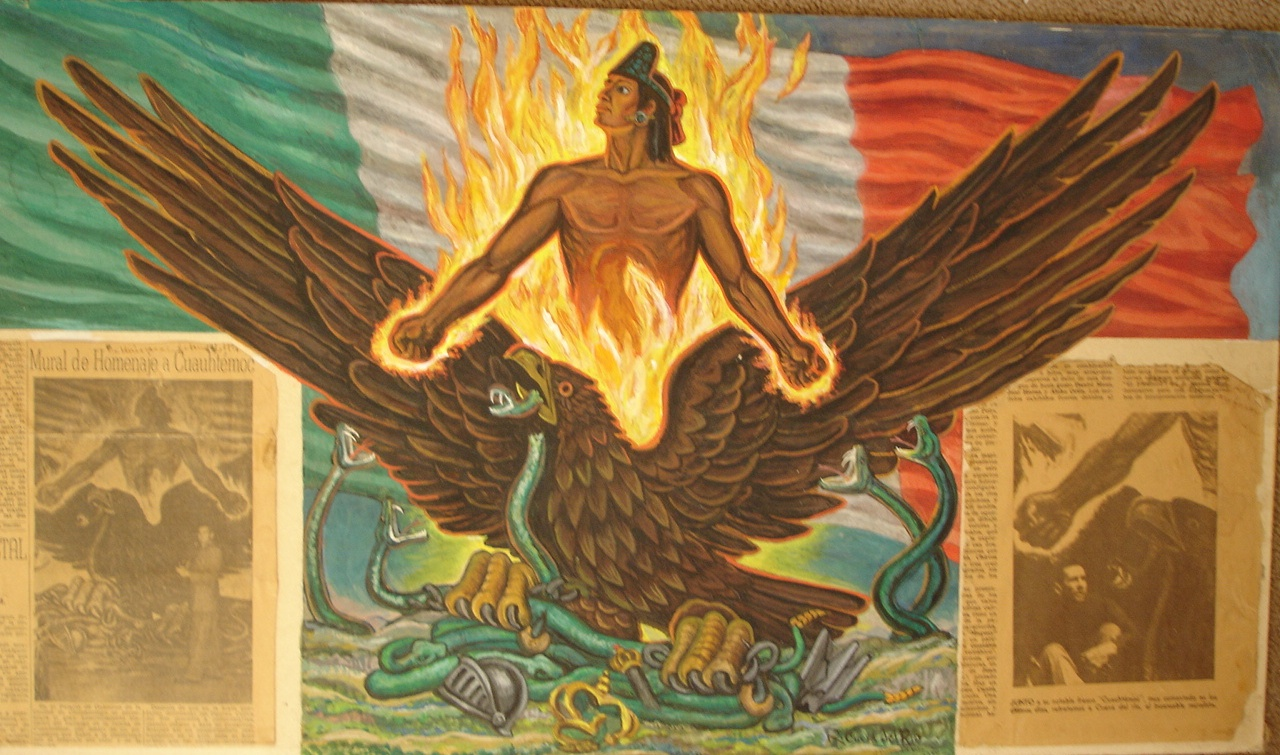
Cuauhtémoc en llamas.
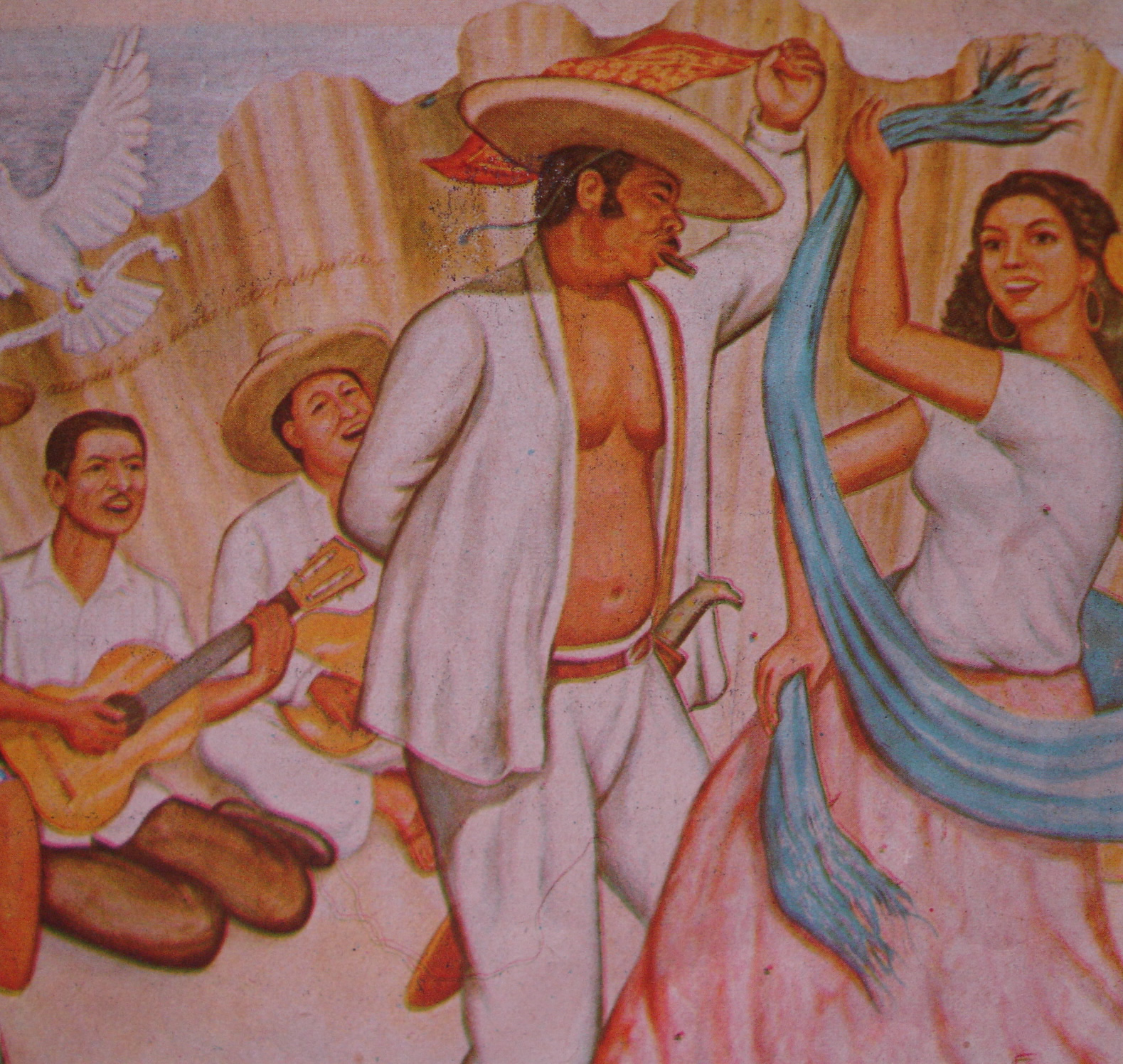
Mural en el Palacio de gobierno en Acapulco, en Guerrero.
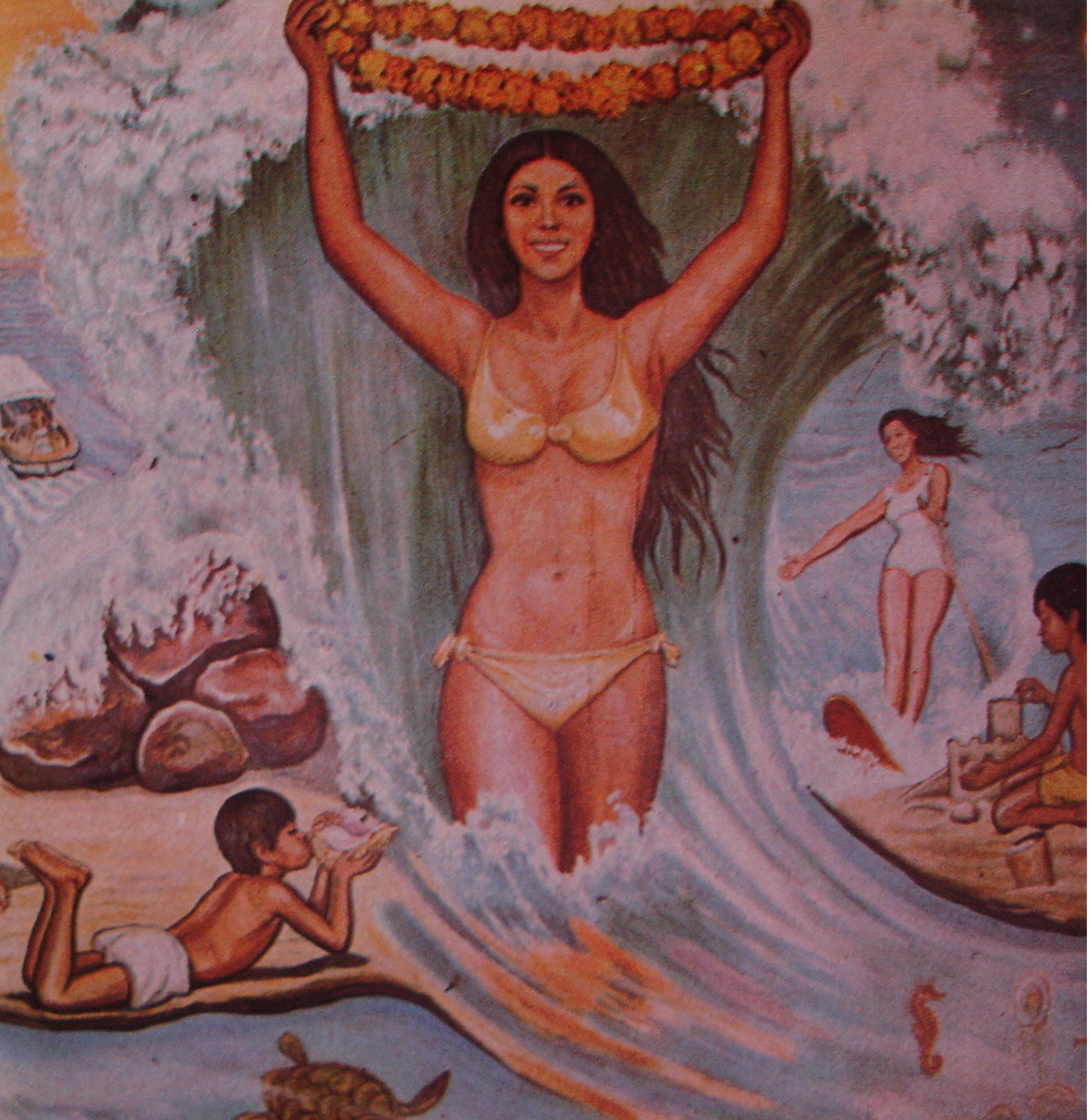
Mural en el Palacio de gobierno en Acapulco, en Guerrero.
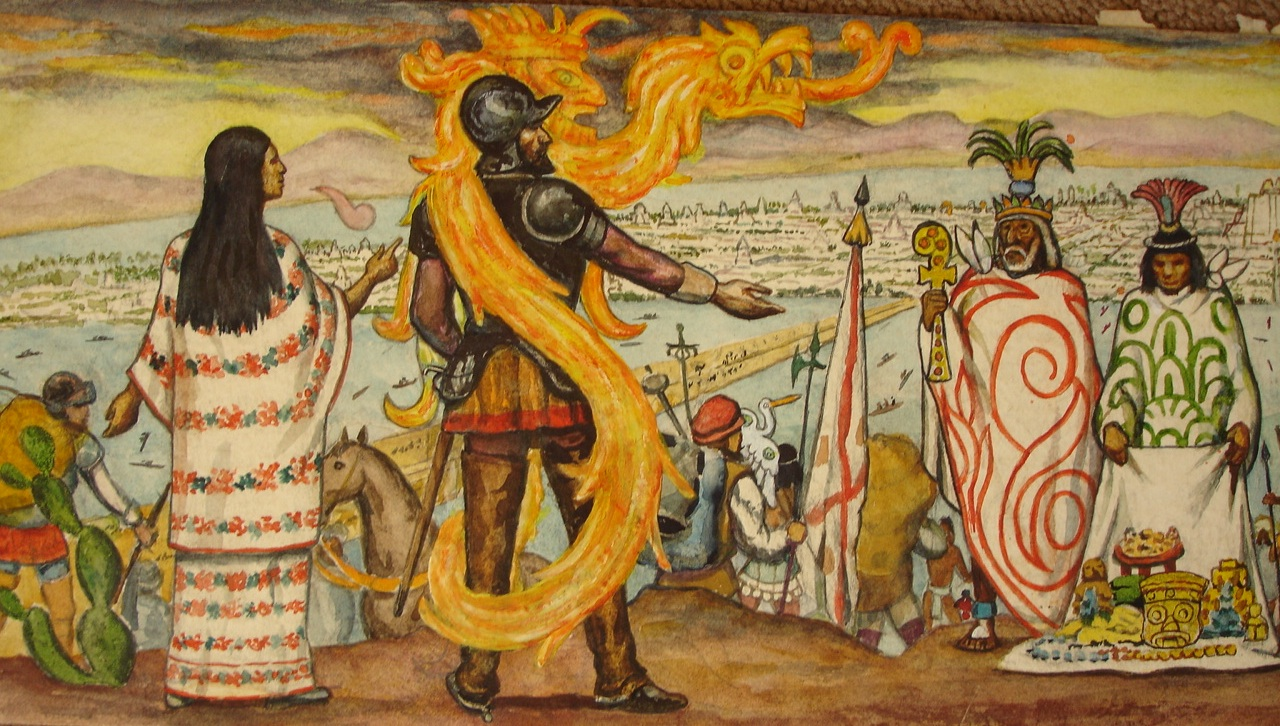
Malinche con Cortés.
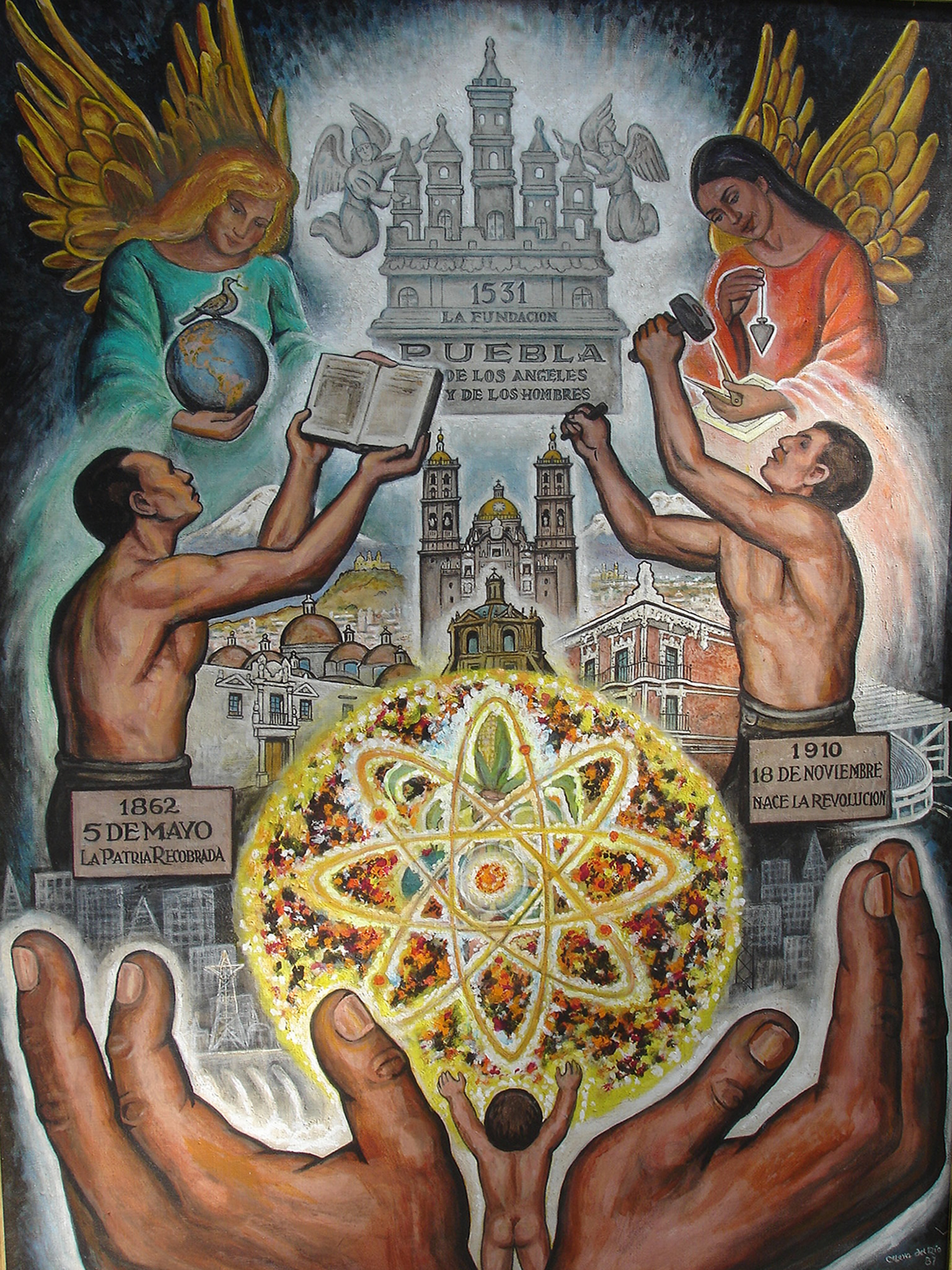
Fundación de Puebla.
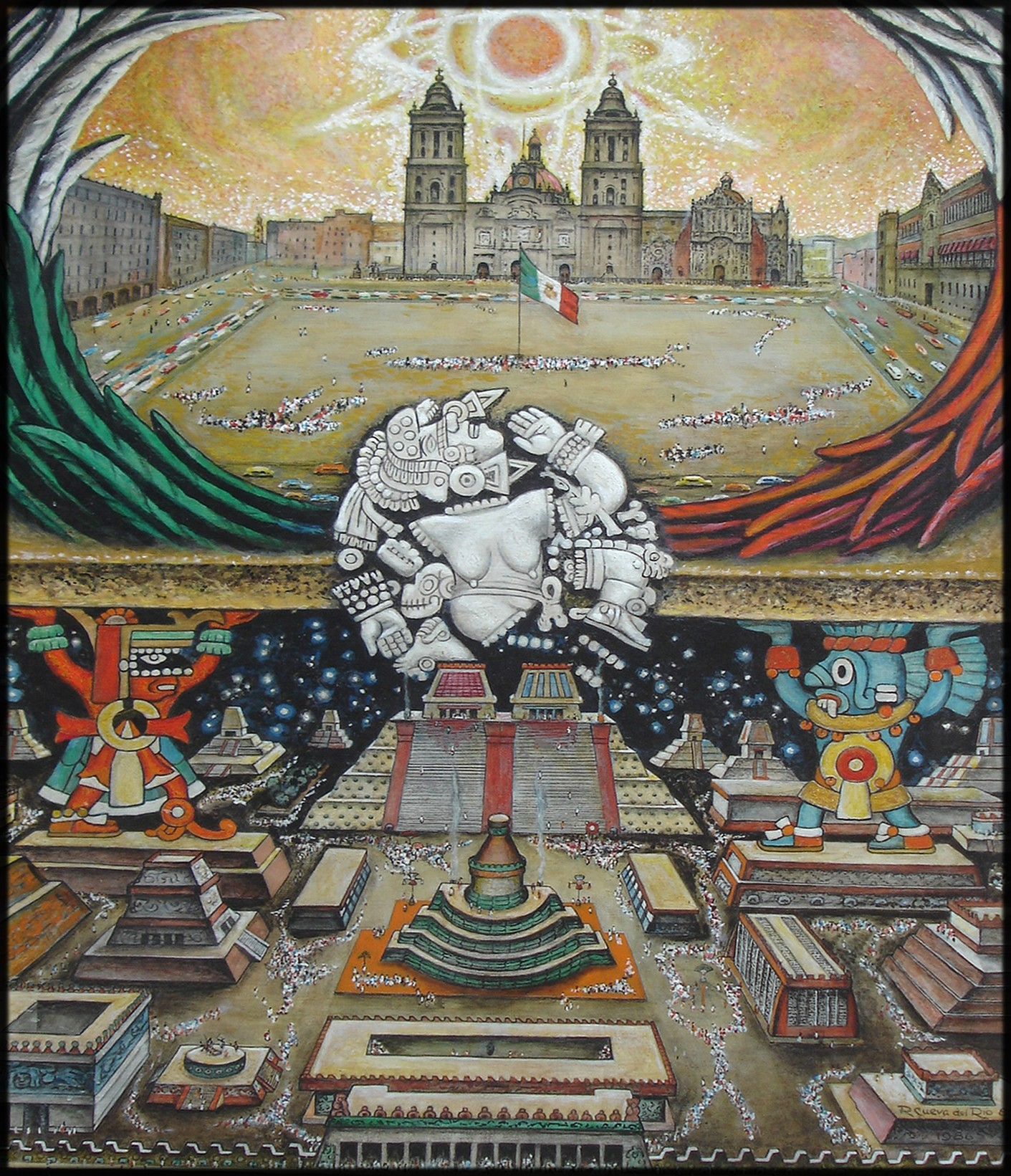
Fundación de Tenochtitlán.